# 小区全球识别码
小区全局标识（Cell Global Identity，简称CGI）是移动电话网络中的基地收发机站的全局唯一标识。由移动国家码（Mobile Country Code，简称MCC）、行動裝置國家代碼（Mobile Network Code，简称MNC）、位置区码（Location Area Code，簡稱LAC）以及小区标识（Cell Identification，简称CI）四個部分組成。它是3GPP移动网络规范中不可分割的一部分，被用于识别不同的基站，以便在被不同设备分别控制的基站或不同的移动电话制式之间，对正在进行中的电话呼叫进行“切换”。
MCC（移动国家码）與MNC（移动网络代码）一同构成了公共陆基移动网（PLMN）标识，而PLMN标识则进一步和位置区码（LAC）构成了位置区标识（Location Area Identity，简称LAI），该标识在一个给定的运营商的网络中，可以唯一标识一个位置区。因此，一个CGI（小区全局标识）可以被看做是LAI加上小区标识（Cell Id），用来进一步标识位于该位置区中的一个独立的基站。

## 概述
- 一个CGI（小区全局标识，假设是：001-02-3-4）由如下部分组成：
  - 一个LAI（位置区标识，即：001-02-3），其中包括：
    - 一个PLMN标识（即：001-02），其中包括：
      - MCC（移动国家码，即：001）
      - MNC（移动网络代码，即：02）

    - 以及一个LAC（位置区码，即：03）

  - 以及一个CI（小区标识，Cell Id，即：4）

## 举例
下面的例子完全是生造出来的，并不代表某个真正的小区（请参阅行動裝置國家代碼列表）。
- 001-01-1-1：其中，“001-01”是由PLMN网络运营商/机构指定的、用于测试目的的编号，其位置区为“1”，小区号为“1”。
- 289-88-23-42：唯一标识位于阿伯卡茨共和国（Abkhazia）（根据289）的运营商“A-Mobile”（根据88）的位置区23中的42号小区（cell）。
- 648-03-65535-65535：最有可能表示津巴布韦的运营商“Telecel”的某个小区ID和位置区码（LAC）。

注意，MNC（移动网络代码）可以是前面带“0”的两位数形式或三位数形式，因此“01”和“001”是两个完全不同的MNC。所以，“001-02-3-4”和“001-002-3-4”将会是两个完全没有关系的小区，它们可能会位于同一个国家内，但是属于两个完全不同的运营商（代码分别为“02”和“002”）。根据PLMN号的分配，很明显这样的具有相同数字值的两位数和三位数的、带有二义性的MNC都被避开了。一个以“0”前缀开头的三位数MNC的例子是福克兰群岛的运营商“南大西洋有线和无线公司”（Cable and Wireless South Atlantic Ltd），它的代码是750-001。

## 地理位置
CGI（小区全局标识）的另一个更为特殊的用途是，大致确定一部移动电话的地理位置。 如果一个手机连接到了一个GSM网络，则位置这台特定的手机的位置可以通过覆盖该手机的小区的CGI来大致确定。人们开发了一系列相关的技术，基于CGI来提高定位的精确度。它们包括：
- 小区全局标识配合时钟增强（CGI+Timing Advance，或CGI+TA），
- 增强型CGI（E-CGI，“E”就是“Enhanced”），
- 用于WCDMA的小区ID，
- 上行时间差（Uplink Time Difference Of Arrival，简称U-TDOA）和全时问讯（Any Time Interrogation，简称ATI）以及，
- 高精度的基于终端的方法辅助全球定位系统（Assisted Global Positioning System，简称A-GPS）。[4]